# Johann Andreas von Segner
Johann Andreas von Segner, słow. Ján Andrej Segner, węg. János András Segner, (ur. 9 października 1704 w Bratysławie, zm. 5 października 1777 w Halle) – niemiecki lekarz i uczony: wynalazca, fizyk, astronom, matematyk i botanik. Profesor uniwersytetów w Jenie, Getyndze i Halle, wynalazca młynka Segnera.

## Życiorys
Johann Andreas był synem Johanna Michaela von Segner, miejskiego urzędnika, którego przodkowie przybyli do Słowacji ze Styrii w XVI wieku. Od 1714 uczył się w gimnazjum w Bratysławie, gdzie po raz pierwszy zauważono jego nadzwyczajne zdolności w dziedzinie matematyki i fizyki. W 1725 rozpoczął studia w Jenie i studiował tu medycynę, filozofię i matematykę i tu też publikował swoje pierwsze prace. W 1730 jako lekarz wraca do rodzinnego miasta, jednak po 2 latach wraca do Jeny, gdzie otrzymuje tytuł magistra. W 1735 w Getyndze otrzymuje posadę profesora matematyki i nauk przyrodniczych; tutaj właśnie zasłynął swoimi chemicznymi eksperymentami. W 1754 jako profesor matematyki i fizyki znajduje posadę na uniwersytecie w Halle jako zastępca filozofa i matematyka Christiana Wolffa. Wśród jego studentów znaleźli się m.in. Christian Garve i August Niemeyer. W Halle zorganizował też obserwatorium astronomiczne.
Segner był członkiem towarzystw naukowych w Berlinie, Getyndze, Londynie i Petersburgu.

## Upamiętnienie
Na jego cześć nazwano planetoidę (28878) Segner oraz jeden z kraterów na Księżycu.